# Ehalkivi
La Ehalkivi (traducibile come "Masso del bagliore del tramonto"), è un masso erratico che si trova in Estonia, in comune di Viru-Nigula.

## Caratteristiche
Il masso erratico è il più grande dell'Estonia per quanto riguarda il volume e anche il maggiore di tutta la parte dell'Europa affacciata sul Mar Baltico. Si trova sulla costa meridionale del Golfo di Finlandia presso il villaggio di Letipea (comune di Viru-Nigula, contea di Lääne-Virumaa). Durante i secoli è stato utilizzato dai marinai come punto di riferimento. Il masso è composto da pegmatite.

### Dimensioni

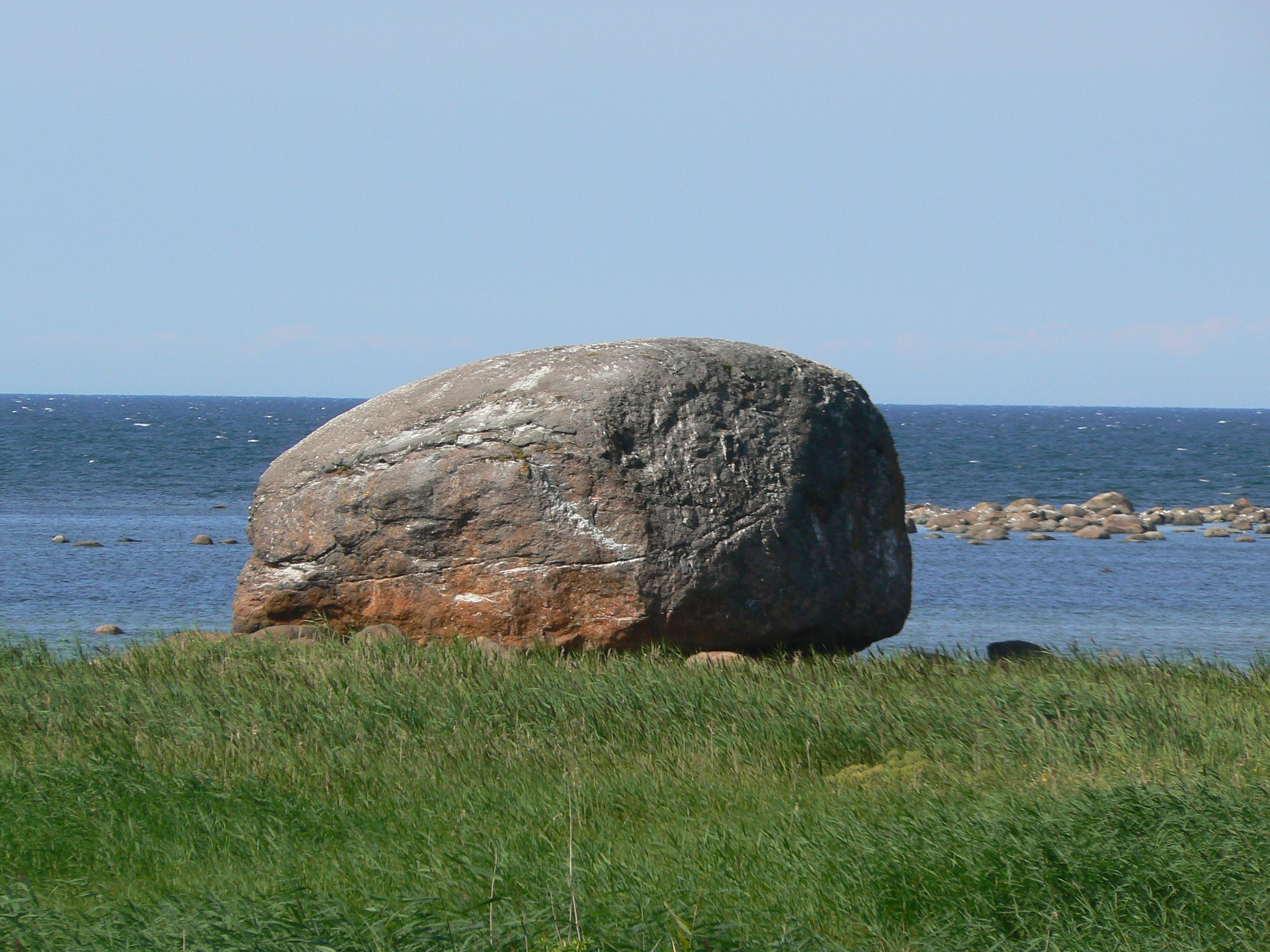
Vista dalla costa

- Lunghezza: 16,5 metri[4]
- Larghezza: 14,3 metri
- Altezza: 7,6 metri
- Circonferenza: 49,6 metri
- Volume: 930 metri cubi.